# Leichtathletik-Weltmeisterschaften 2011/Teilnehmer (Äthiopien)
| Gelbes Symbol für Goldmedaillen mit stilisierten Olympischen Ringen | Graues Symbol für Silbermedaillen mit stilisierten Olympischen Ringen | Braundes Symbol für Bronzemedaillen mit stilisierten Olympischen Ringen |
| ------------------------------------------------------------------- | --------------------------------------------------------------------- | ----------------------------------------------------------------------- |
| 1                                                                   | —                                                                     | 4                                                                       |

Der äthiopische Leichtathletik-Verband stellte bei den Leichtathletik-Weltmeisterschaften 2011 im koreanischen Daegu 34 Teilnehmer.

## Ergebnisse

### Männer

#### Laufdisziplinen
| Athlet                    | Disziplin        | Vorlauf      | Vorlauf | Halbfinale     | Halbfinale | Finale        | Finale        |
| Athlet                    | Disziplin        | Zeit         | Platz   | Zeit           | Platz      | Zeit          | Platz         |
| ------------------------- | ---------------- | ------------ | ------- | -------------- | ---------- | ------------- | ------------- |
| Mohammed Aman             | 800 m            | 1:45,17 min  | 2       | 1:44,57 min NR | 2          | 1:45,93 min   | 8             |
| Zebene Alemayehu          | 1500 m           | 3:41,08 min  | 18      | 3:51,19 min    | 24         | ausgeschieden | ausgeschieden |
| Mekonnen Gebremedhin      | 1500 m           | 3:41,28 min  | 20      | 3:46,71 min    | 14         | 3:36,81 min   | 7             |
| Deresse Mekonnen          | 1500 m           | 3:40,08 min  | 10      | 3:44,65 min    | 11         | ausgeschieden | ausgeschieden |
| Kenenisa Bekele           | 5000 m           | DNS          | DNS     |                |            | ausgeschieden | ausgeschieden |
| Dejen Gebremeskel         | 5000 m           | 13:34,48 min | 3       |                |            | 13:23,92 min  | Bronze        |
| Abera Kuma                | 5000 m           | 13:38,41 min | 10      |                |            | 13:25,50 min  | 5             |
| Imane Merga               | 5000 m           | 13:37,96 min | 8       |                |            | DSQ           | DSQ           |
| Kenenisa Bekele           | 10.000 m         |              |         |                |            | DNF           | DNF           |
| Ibrahim Jeilan            | 10.000 m         |              |         |                |            | 27:13,81 min  | Gold          |
| Imane Merga               | 10.000 m         |              |         |                |            | 27:19,14 min  | Bronze        |
| Sileshi Sihine            | 10.000 m         |              |         |                |            | 27:34,11 min  | 8             |
| Chala Dechase             | Marathon         |              |         |                |            | DNF           | DNF           |
| Gebregziabher Gebremariam | Marathon         |              |         |                |            | DNF           | DNF           |
| Feyisa Lilesa             | Marathon         |              |         |                |            | 2:10:32 h SB  | Bronze        |
| Eshetu Wendimu            | Marathon         |              |         |                |            | 2:13:37 h     | 12            |
| Bazu Worku                | Marathon         |              |         |                |            | DNF           | DNF           |
| Roba Gari                 | 3000 m Hindernis | 8:20,28 min  | 8       |                |            | 8:18,37 min   | 5             |
| Nahom Mesfin              | 3000 m Hindernis | 8:12,04 min  | 4       |                |            | 8:25,39 min   | 11            |

### Frauen

#### Laufdisziplinen
| Athletin           | Disziplin        | Vorlauf      | Vorlauf | Halbfinale     | Halbfinale    | Finale          | Finale        |
| Athletin           | Disziplin        | Zeit         | Platz   | Zeit           | Platz         | Zeit            | Platz         |
| ------------------ | ---------------- | ------------ | ------- | -------------- | ------------- | --------------- | ------------- |
| Fantu Magiso       | 400 m            | 52,23 s      | 15      | 53,41 s        | 23            | ausgeschieden   | ausgeschieden |
| Fantu Magiso       | 800 m            | 2:02,58 min  | 20      | 1:59,17 min NR | 10            | ausgeschieden   | ausgeschieden |
| Meskerem Assefa    | 1500 m           | 4:12,43 min  | 21      | ausgeschieden  | ausgeschieden | ausgeschieden   | ausgeschieden |
| Gelete Burka       | 1500 m           | 4:07,91 min  | 6       | DNF            | DNF           | ausgeschieden   | ausgeschieden |
| Kalkidan Gezahegne | 1500 m           | 4:14,45 min  | 29      | 4:08,96 min    | 12            | 4:06,42 min     | 5             |
| Meseret Defar      | 5000 m           | 15:19,46 min | 1       |                |               | 14:56,94 min    | Bronze        |
| Genzebe Dibaba     | 5000 m           | 15:33,06 min | 8       |                |               | 15:09,35 min    | 8             |
| Sentayehu Ejigu    | 5000 m           | 15:20,13 min | 4       |                |               | 14:59,99 min    | 4             |
| Meseret Defar      | 10.000 m         |              |         |                |               | DNF             | DNF           |
| Tigist Kiros       | 10.000 m         |              |         |                |               | 32:11,37 min    | 11            |
| Meselech Melkamu   | 10.000 m         |              |         |                |               | 30:56,55 min SB | 5             |
| Atsede Baysa       | Marathon         |              |         |                |               | 2:31:37 h       | 14            |
| Bezunesh Bekele    | Marathon         |              |         |                |               | 2:29:21 h       | 4             |
| Aberu Kebede       | Marathon         |              |         |                |               | 2:31:22 h       | 12            |
| Aselefech Mergia   | Marathon         |              |         |                |               | DNF             | DNF           |
| Dire Tune          | Marathon         |              |         |                |               | DSQ             | DSQ           |
| Birtukan Adamu     | 3000 m Hindernis | 9:37,31 min  | 12      |                |               | 10:05,10 min    | 15            |
| Sofia Assefa       | 3000 m Hindernis | 9:32,48 min  | 6       |                |               | 9:28,24 min     | 6             |
| Birtukan Fente     | 3000 m Hindernis | 9:28,82 min  | 5       |                |               | 9:36,81 min     | 10            |